# Dżudajda-Makr
Dżudajda-Makr (arab. جديدة-مكر; hebr. ג'דיידה-מכר) – samorząd lokalny położony w Dystrykcie Północnym, w Izraelu.

## Położenie
Miejscowość Dżudajda-Makr jest położona na wysokości 57 metrów n.p.m. na wzgórzach Zachodniej Galilei, górujących nad północną częścią równiny przybrzeżnej Izraela. Ze wzgórz spływają w kierunku zachodnim liczne strumienie. Przez centrum miejscowości przepływa strumień Akka, a na północy są strumienie Icchar i Jasaf. Położone na południowy wschód od miasteczka wzgórza porasta duży kompleks leśny Ja'ar Achihud. Okoliczny teren łagodnie opada w kierunku zachodnim. W jej otoczeniu znajdują się miasta Akka i Kirjat Bialik, miejscowości Kafr Jasif i Julis, kibuce Szamerat, Lochame ha-Geta’ot, Bet ha-Emek, Jasur, Afek, Kefar Masaryk i En ha-Mifrac, moszaw Achihud, wioska komunalna Tal-El, oraz chrześcijańska wioska Nes Ammim.

### Podział administracyjny
Dżudajda-Makr jest położona w Poddystrykcie Akki, w Dystrykcie Północnym.

## Demografia
Zgodnie z danymi Izraelskiego Centrum Danych Statystycznych w 2011 roku w Dżudajda-Makr żyło prawie 19 tys. mieszkańców, z czego 91,9% Arabowie muzułmanie, 8% Arabowie chrześcijanie i 0,1% inne narodowości. Wskaźnik wzrostu populacji w 2011 roku wynosił 2,2%. Zgodnie z danymi Izraelskiego Centrum Danych Statystycznych średnie wynagrodzenie pracowników w Dżudajda-Makr w 2009 roku wynosiło 4319 ILS (średnia krajowa 7070 ILS).
| Wiek (w latach) | Procent populacji w % |
| --------------- | --------------------- |
| 0 – 4           | 9,8                   |
| 5 – 9           | 11,8                  |
| 10 – 14         | 12,0                  |
| 15 – 19         | 10,2                  |
| 20 – 29         | 15,2                  |
| 30 – 44         | 21,6                  |
| 45 – 59         | 13,1                  |
| 60 – 64         | 1,7                   |
| 65 –            | 4,5                   |

Źródło danych: Central Bureau of Statistics.

## Historia
Miejscowość Dżudajda-Makr została utworzona w 1990 roku w wyniku połączenia z sobą dwóch oddzielnych samorządów lokalnych Al-Dżudaja i Al-Makr. Wioska Al-Dżudajda powstała w XVI wieku. Założyli ją arabscy imigranci z Syrii. Francuski podróżnik Victor Guérin opisał ją pod koniec XIX wieku jako małą wioskę zamieszkałą przez 350 mieszkańców. Natomiast wioska Makr została założona w XVI wieku przez chrześcijańskich Arabów przybyłych z Libanu. Victor Guérin opisał ją pod koniec XIX wieku jako małą wioskę zamieszkałą przez 350 mieszkańców. W wyniku I wojny światowej w 1918 roku cała Palestyna przeszła pod panowanie Brytyjczyków. Przyjęta 29 listopada 1947 roku Rezolucja Zgromadzenia Ogólnego ONZ nr 181 w sprawie podziału Palestyny przyznawała ten rejon państwu arabskiemu. Podczas wojny domowej w Mandacie Palestyny na początku 1948 roku do obu wiosek wkroczyły siły Arabskiej Armii Wyzwoleńczej, które paraliżowały żydowską komunikację w całym obszarze Galilei. Podczas I wojny izraelsko-arabskiej Izraelczycy przeprowadzili w tym rejonie operację Dekel, i w lipcu 1948 roku zajęli obie wioski. W przeciwieństwie do wielu arabskich wiosek w Galilei, Izraelczycy nie wysiedlili ich mieszkańców. Dzięki temu zachowały one swój pierwotny charakter. Wraz ze wzrostem populacji, obie wioski awansowały do statusu samorządów lokalnych - Makr w 1968 roku, a Dżudajda w 1989 roku. W 1990 roku zostały one połączone w jeden samorząd lokalny pod nazwą Dżudajda-Makr.

## Polityka
Siedziba władz samorządowych znajduje się w samym centrum miejscowości.

## Architektura
Miasteczko posiada nietypową zabudowę, której układ przestrzenny wynika bezpośrednio z faktu, że powstało ono z połączenia dwóch oddzielnych osad. Po stronie zachodniej jest położona dzielnica Al-Makr, natomiast w odległości niecałego kilometra na wschód znajduje się dzielnica Al-Dżudajda. Dążąc do ich połączenia w jeden organizm miejski, po ich środku wybudowano kompleks obiektów szkolnych i administracji publicznej. Miasteczko posiada typową arabską architekturę, charakteryzującą się ciasną zabudową i wąskimi, krętymi uliczkami. Zabudowa powstawała bardzo chaotycznie, bez zachowania jakiegokolwiek wspólnego stylu architektonicznego.

## Kultura
W miejscowości jest ośrodek kultury i biblioteka publiczna.

## Edukacja i nauka
W miejscowości znajduje się 9 szkół, w tym 6 szkół podstawowych. W 2010 roku uczyło się w nich ogółem prawie 4,8 tys. uczniów, w tym ponad 2,8 tys. w szkołach podstawowych. Średnia uczniów w klasie wynosiła 28.

## Sport i rekreacja
W centralnej części miasteczka znajduje się boisko do piłki nożnej. Mniejsze boiska oraz sale sportowe są zlokalizowane przy szkołach.

## Gospodarka
Lokalna gospodarka opiera się na rolnictwie i handlu. Wielu mieszkańców pracuje w okolicznych strefach przemysłowych.

## Transport
Wzdłuż wschodniej granicy miejscowości przebiega droga nr 70, którą jadąc na północ dojeżdża się do miejscowości Kafr Jasif i Julis, lub jadąc na południe dojeżdża się do skrzyżowania z drogą nr 85. Jadąc drogą nr 70 na wschód dojeżdża się do moszawu Achihud, lub na zachód do miasta Akka.